# Kikkerspuug
Kikkerspuug is een Nederlandstalige hardcoreband die in 1984 begon in Utrecht, Nederland. Na een stilte van 7 jaar is de band weer optredens gaan verzorgen.
De band begon als een punkrockgroep. Later kreeg de band meer hardcore-invloed. De teksten zijn Nederlands. Na de uitgave van drie muziekcassettes en het verschijnen op verschillende sampler-records brachten ze "Wild Vlees" uit, hun eerste LP, via het platenlabel ZOOID.
2007 hervormde de band zich met een nieuwe bassist. 2013 produceerde Kikkerspuug hun tweede volledige album "Springlelijk", dat in eigen beheer werd uitgebracht op bandcamp. In 2020 bracht het platenlabel TCBYML "Wild Vlees" opnieuw uit.

## Discografie

### Albums
- Galgemaal (cassette) 1988
- Wildvlees (LP, Album) WRF Records/E Quality Records, 1990
- Springlelijk (CD, Album), op bandcamp, 2013
- Wildvlees, TCBYML, 2020

### Compilaties
- "On Our Way To Fools Paradise" (12") 1986[4]
- "Ack Ack Live Tape" (cassette, Comp) Ack Ack Music Ack Ack live tape 1986
- "Speed Air Play 01-12-1988" (cassette) 1988
- "Thrashold" (LP, Album) 1988
- "Welcome To Our Scene" (LP) Stichting De Wijde Wereld, WRF Records 1990
- "Is Punk Reall Dead?" B-Product Release
- "ZOOID Compilation 1" (LP, Ltd) Zooid Equality Records ZOO2D 1990[5]
- "Benefiet Teep" X-treem
- "Benelux Fight Back"